# 埃瓦尔德·蒂尔克
埃瓦尔德·蒂尔克（德語：Ewald Tilker，1911年11月3日—1998年9月8日），德国男子皮划艇运动员。他曾代表德国参加1936年夏季奥林匹克运动会皮划艇比赛，获得男子双人皮艇1000米银牌。